# Малоазиатская гадюка
Малоазиа́тская гадюка, или туре́цкая гадю́ка (лат. Montivipera xanthina), — вид ядовитых змей из рода малоазиатских гадюк семейства гадюковых, распространённая в странах Европы и Кавказа.

## Описание
Размер средний или крупный, 60—75 см (до 182 см). Верхняя поверхность головы покрыта ребристой чешуёй; без ребрышек лишь чешуйки кончика морды. Над каждым глазом по одной сильно увеличенной и выступающей над глазом чешуйке (надглазничный щиток), отделённой рядом мелких чешуек от верхнего края глаза. Подхвостовых щитков менее 38 пар. Сверху тёмно — серого цвета с буроватым оттенком. Вдоль хребта один ряд желтовато — оранжевых или коричневых пятен с тёмной оторочкой, иногда сливающихся в широкую зигзагообразную полосу вдоль хребта. На затылке выделяются две тёмные косые полосы. Брюхо испещрено мелкими черноватыми пятнами; кончик хвоста снизу желтовато — оранжевый.

## Распространение
Ареал включает в себя европейскую часть Турции, Грецию (острова Сими, Кос, Калимнос, Лерос, Липси, Патмос, Самос, Хаос, Лесбос), а также Армению и Нахичеванскую Автономную Республику в Азербайджане.

## Образ жизни
Живёт в горах на высоте от 1000 до 3000 м над уровнем моря, по каменистым склонам с древесно — кустарниковой или горно — степной растительностью. Кормится грызунами, птицами, ящерицами и насекомыми. Молодые змеи питаются преимущественно саранчовыми. Зимуют в расщелинах скал, которые покидают в апреле — мае. Спаривание в мае, рождение молодых в августе. Самка приносит 5 — 10 детенышей длиной 16 — 20 см. Ядовита, возможны случаи смертельных исходов для людей.

## Отличительные особенности
От гадюки носатой отличается отсутствием выроста на кончике морды, от кавказской — ребристой чешуёй, покрывающей морду сверху, от гюрзы — присутствием надглазничного щитка и меньшим (до 38 пар) числом подхвостовых щитков.